# Beryl van Praag
Beryl Justine van Praag (Amsterdam, 8 november 1969) is een Nederlandse presentatrice en actrice.

## Loopbaan
Van 1995 tot 1997 speelde Van Praag in de EO-serie Voor hete vuren. In juni 2009 had zij een kleine rol in de serie S1ngle van Net5 en in april 2010 speelde ze de rol van dokter Hendriks in Goede tijden, slechte tijden.
Van 7 februari tot eind april 2004 was zij presentatrice van het homeshopping- en gadgetprogramma Wannahaves. Verder presenteerde ze Trendies Kids, een aantal afleveringen van Beauty&Zo op Net5 en Wining & Dining op Net5 in 2007.

### Sinterklaasfilms
Van Praag is echter vooral bekend van haar rol van "Testpiet" in de RTL 4-serie De Club van Sinterklaas, waar ze sinds 2001 in speelt. Daarin speelde ze ook nog andere kleine rollen, zoals een waarzegster uit de zevende serie Paniek in de Confettifabriek. In 2010 was ze tevens te zien in de film Sinterklaas en het Pakjes Mysterie.

## Privé
Van Praag is een dochter van Jaap van Praag (Ajax-voorzitter tussen 1964 en 1978) en een halfzus van Michael van Praag (Ajax-voorzitter tussen 1989 en 2004). Ook is Van Praag de nicht van Chiel en Marga van Praag.

## Filmografie
- Onderweg naar Morgen - Zuster Barbara (1994)
- Voor hete vuren (1995)
- De Club van Sinterklaas - Testpiet (2001-2009)
- S1NGLE - Vrouw van Corneel (2009)
- Goede tijden, slechte tijden - Dokter Hendriks (2010)
- Sinterklaas en het Pakjes Mysterie - Testpiet (2010)
- De Club van Sinterklaas & Het Geheim van de Speelgoeddokter - Testpiet (2012)
- De Club van Sinterklaas & De Pietenschool - Testpiet (2013)
- Het verborgen eiland - Lia (2014)
- De Club van Sinterklaas & Het Pratende Paard - Testpiet (2014)
- De Masters - Verpleegster (2014)
- De Club van Sinterklaas & De Verdwenen Schoentjes - Testpiet (2015)
- "De Club van Sinterklaas & Het Geblaf op de Pakjesboot" - Testpiet (2016)
- "Sinterklaas & het Gouden Hoefijzer" - Testpiet (2017)
- "Sinterklaas en de Vlucht door de Lucht" - Testpiet (2018)
- "Waar is het Grote Boek van Sinterklaas?" - Testpiet (2019)
- "De Club van Sinterklaas & Het Grote Pietenfeest" - Testpiet (2020)
- "De Club van Sinterklaas, Het Pietendiploma" - Testpiet (2021)
- "De Club van Sinterklaas & Het Vergeten Pietje" - Testpiet (2021)
- "De Club van Sinterklaas, Geheimen van de Sint" - Testpiet (2022)
- "De Club van Sinterklaas & De Race Tegen de Klok" - Testpiet (2022)
- Goede tijden, slechte tijden - Bettina Meijsing (2023)